# Partizan Island
Partizan Island (russisch Остров Партизан Ostrow Partisan, deutsch ‚Partisaneninsel‘) ist eine 5 km lange und hakenförmige Insel vor der Ingrid-Christensen-Küste des ostantarktischen Prinzessin-Elisabeth-Lands. In den Vestfoldbergen liegt sie inmitten der Einfahrt zum Langnes-Fjord.
Norwegische Kartografen kartierten sie anhand von Luftaufnahmen der Lars-Christensen-Expedition 1936/37. Sie benannten sie als Onguløy (norwegisch für Angelhakeninsel). Da dies eine Verwechslungsgefahr mit der Ongul-Insel bedeutet hätte, nahmen sowjetische Wissenschaftler nach Vermessungen im Jahr 1956 eine Umbenennung vor. Diese übertrug das Advisory Committee on Antarctic Names im Jahr 1970 in einer Teilübersetzung ins Englische.